# Rodrigo Battaglia
Rodrigo Andrés Battaglia (Ciudadela, Provincia de Buenos Aires, Argentina; 12 de julio de 1991) es un futbolista argentino. Juega como defensor en el Club Atlético Boca Juniors de la Primera División de Argentina.

## Trayectoria

### Formación en Huracán
Surgió de las inferiores de Huracán, aunque previamente jugó en Vélez y Almagro, debutando oficialmente en primera división vistiendo la camiseta de Huracán el 2 de octubre de 2010 por la fecha nueve del Torneo Apertura 2010 contra Racing.
Durante la temporada 2010-11 disputó un total de 27 partidos y anotó un gol. Luego de esta temporada disputó con la selección nacional juvenil sub-20 el Torneo Sudamericano disputado en Perú. En el mes de julio del mismo año disputó el Mundial juvenil sub-20 en Colombia, quedando eliminado en los cuartos de final por penales.
En el campeonato 2011/12, Rodrigo participó en 37 partidos y marcó un total de tres goles.

### Racing Club
El 30 de julio de 2013, se convirtió en nuevo refuerzo de Racing Club a préstamo por una temporada con el pase en su poder, con opción de compra. Disputó 9 partidos y luego rescindió su contrato para emigrar a Portugal.

### S. C. Braga
El 7 de enero de 2014, se convirtió en nuevo jugador de Sporting Braga firmando un contrato por 3 años y medio. Al no ser tenido en cuenta, pasó al club Moreirense Futebol Clube donde tuvo más tiempo de juego. 

### Rosario Central
Tras un breve paso en el fútbol portugués, se transformó en el primer refuerzo para la temporada 2016 del Club Atlético Rosario Central, en donde firmó contrato a préstamo por 18 meses con opción de compra. Pero, debido a las lesiones y el nivel futbolístico mostrado, rescindió el contrato en julio de 2016, estando apenas 6 meses en la institución de Arroyito.

### Etapa en España y Brasil
A finales de agosto de 2020 llegó a España para jugar como cedido durante una temporada en el Deportivo Alavés. La campaña siguiente continuó en el mismo país ya que el R. C. D. Mallorca fue quien obtuvo su cesión en esta ocasión. Tras la misma firmó con el club balear por dos años.
El 1 de abril de 2023, Battaglia puso fin a su etapa en el fútbol español después que Atlético Mineiro abonara su cláusula de rescisión. En su etapa en el Galo ganó dos Campeonato Mineiros, marcó tres goles en 45 partidos y también disputó la final de la Copa Libertadores 2024 frente al Botafogo, además, fue parte del equipo ideal de la competencia.

### Boca Juniors
A principios de enero de 2025, el defensor fichó con Boca Juniors por USD $1.600.000 hasta diciembre de 2026. Fue presentado por Juan Román Riquelme y debutó oficialmente el 26 de enero en el empate de Boca frente a Argentinos Juniors en La Bombonera. El central se afianzó rápidamente como titular en el equipo dirigido por Fernando Gago y fue partícipe de los tres primeros encuentros de la temporada.
El 16 de junio, debutó internacionalmente con con Boca enfrentando al S. L. Benfica en el Mundial de Clubes de la FIFA y convirtió el segundo gol del Xeneize. El encuentro finalizó 2-2.

## Selección nacional

### Selección sub-20
Su participación en la selección nacional arrancó después de un gran partido jugado con Huracán contra su clásico rival San Lorenzo de Almagro comenzando allí sus entrenamientos de cara al Sudamericano sub-20 disputado en Perú. Inició como suplente y terminó como unos de los valores más destacados de dicho torneo disputando así 6 partidos completos. 
Luego de su buena actuación fue convocado para el Mundial Juvenil Sub-20 disputado en Colombia. Inició cómo suplente y finalizó como titular quedando así eliminado en cuartos de final frente a Portugal con una buena actuación y disputando 4 partidos completos.

### Absoluta
En 2018, Lionel Scaloni sumó a Battaglia para formar parte del Seleccionado Nacional de Futbol, este debutó el 11 de septiembre de ese año frente a Colombia en Estados Unidos.
| Torneo                                 | Sede     | Resultado        |
| -------------------------------------- | -------- | ---------------- |
| Campeonato Sudamericano Sub-20 de 2011 | Perú     | Tercer puesto    |
| Copa Mundial de Fútbol Sub-20 de 2011  | Colombia | Cuartos de final |

## Clubes
Actualizado al último partido disputado el 17 de agosto de 2025.
| Club                           | País      | Año       | Partidos | Goles |
| ------------------------------ | --------- | --------- | -------- | ----- |
| C. A. Huracán                  | Argentina | 2010-2013 | 68       | 4     |
| Racing Club                    | Argentina | 2013      | 9        | 0     |
| Sporting Braga                 | Portugal  | 2014-2017 | 26       | 1     |
| Moreirense F. C. (cedido)      | Portugal  | 2014-2015 | 43       | 4     |
| C. A. Rosario Central (cedido) | Argentina | 2016      | 5        | 0     |
| G. D. Chaves (cedido)          | Portugal  | 2016      | 18       | 4     |
| Sporting de Lisboa             | Portugal  | 2017-2022 | 88       | 3     |
| Deportivo Alavés (cedido)      | España    | 2020-2021 | 35       | 1     |
| R. C. D. Mallorca (cedido)     | España    | 2021-2022 | 31       | 0     |
| R. C. D. Mallorca              | España    | 2022-2023 | 18       | 0     |
| Atlético Mineiro               | Brasil    | 2023-2024 | 90       | 5     |
| C. A. Boca Juniors             | Argentina | 2025-act. | 25       | 2     |

## Palmarés

### Títulos estatales
| Título             | Club             | País         | Año  |
| ------------------ | ---------------- | ------------ | ---- |
| Campeonato Mineiro | Atlético Mineiro | Minas Gerais | 2023 |
| Campeonato Mineiro | Atlético Mineiro | Minas Gerais | 2024 |

### Títulos nacionales
| Título                      | Club               | País     | Año  |
| --------------------------- | ------------------ | -------- | ---- |
| Copa de la Liga de Portugal | Sporting de Lisboa | Portugal | 2018 |
| Copa de la Liga de Portugal | Sporting de Lisboa | Portugal | 2019 |
| Copa de Portugal            | Sporting de Lisboa | Portugal | 2019 |

### Distinciones individuales
| Distinción                                  | Año  |
| ------------------------------------------- | ---- |
| XI Ideal de la Copa Libertadores de América | 2024 |